# Эльст, Эрик Вальтер
Эрик Вальтер Эльст (нидерл. Eric Walter Elst, 30 ноября 1936, Мортсел — 2 января 2022, Антверпен) — бельгийский астроном, открывший более 3600 астероидов. До выхода на пенсию в 2001 году работал в Королевской обсерватории Бельгии.
Открыл такие астероиды как (4486) Митра (совместно с Владимиром Шкодровым), (11506) Тулуз-Лотрек, (11947) Кимклейстерс, (11948) Жюстинэнен, (7968) Эльст — Писарро, (19999) Депардьё, (9974) Броуди и более 25 троянцев Юпитера.
Астероид (3936) Эльст назван в его честь.